# 馬朗·布舒
馬朗·布舒（德語：Marnon-Thomas Busch，1994年12月8日—）是一名德國職業足球運動員，司職右後衛，現效力於德乙球會海登咸。
2017年6月，布舒與海登咸簽約三年。